# Ilija Garašanin
Ilija Garašanin (Garaši, 28 gennaio 1812 – Grocka, 22 giugno 1874) è stato un politico serbo.
Nel 1843 divenne Ministro dell'interno fino al 1852, ma si occupò comunque di politica estera, proponendo la Serbia come stato egemone dell'intera Slavia. Nel 1853 fu ministro degli Esteri e contrastò la guerra di Crimea. Fu avversato da Karađorđević, ma alla caduta di questi divenne nuovamente ministro degli Esteri dal 1861 al 1867, per poi ritirarsi in maniera definitiva.